# ヘンリー六世 第1部

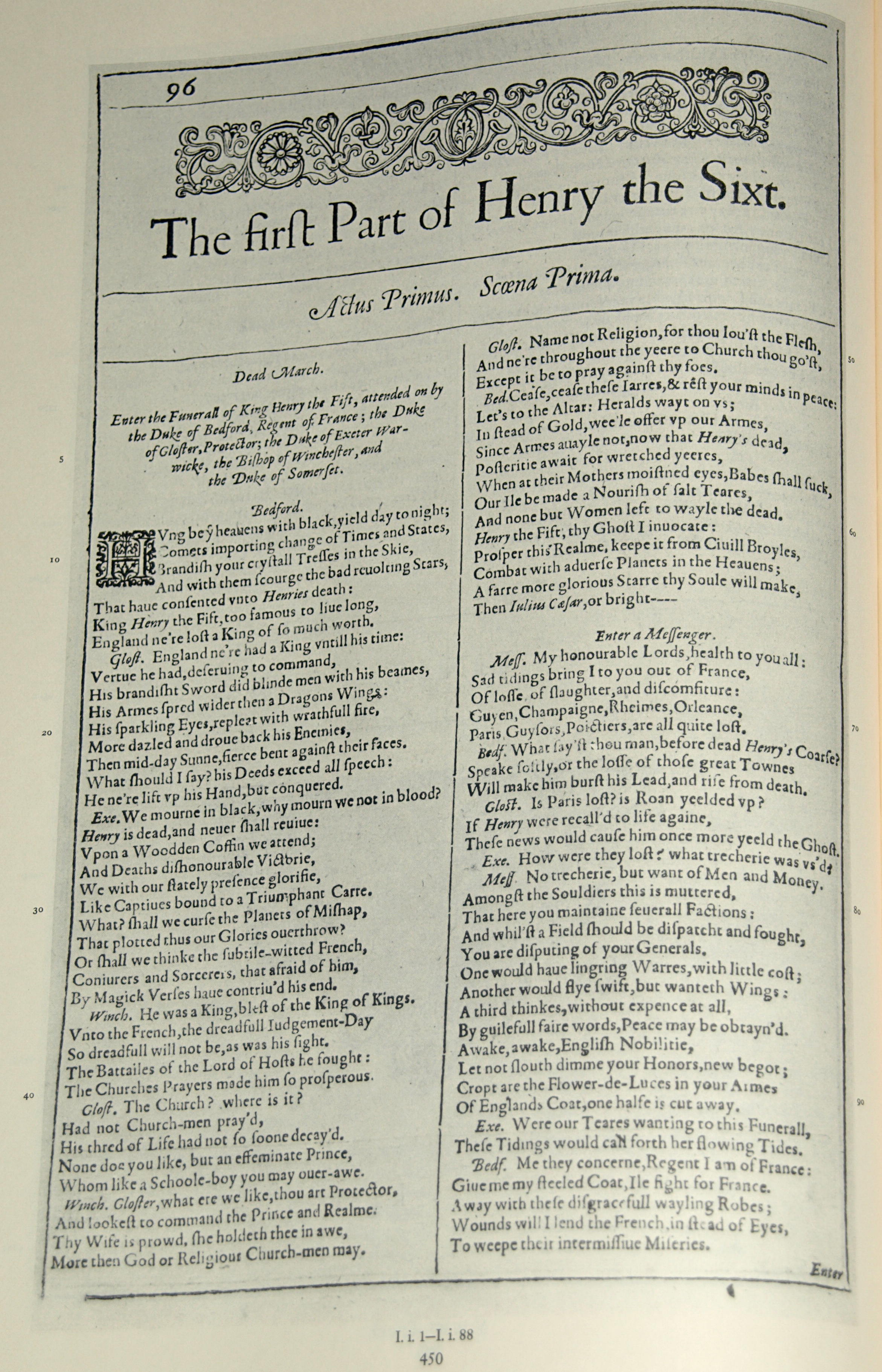
「ファースト・フォリオ」（1623年）から『ヘンリー六世 第1部』の表紙の複写

『ヘンリー六世 第1部』（ヘンリーろくせい だいいちぶ、The First Part of King Henry the Sixth）は、ウィリアム・シェイクスピアの史劇。1588年から1590年頃に書かれたと信じられている。「第一・四部作」（他の作品は『ヘンリー六世 第2部』『ヘンリー六世 第3部』『リチャード三世』）として知られる4つの史劇サイクルの最初の作品である。

## 材源
シェイクスピアが『ヘンリー六世 第1部』で主に材源にしたのは、ラファエル・ホリンシェッドの『年代記（Chronicles）』（1587年出版の第2版）で、それが劇に「terminus ad quem（目標）」を与えた。エドワード・ホール（Edward Hall）の『ランカスター、ヨーク両名家の統一（The Union of the Two Illustrious Families of Lancaster and York）』（1542年）も参考にしたようで、研究者たちは他にも、サミュエル・ダニエル（Samuel Daniel）の薔薇戦争を題材とした詩にシェイクスピアは通じていたのではと示唆している。
1588年のアルマダの海戦でスペイン無敵艦隊を破って以来、イングランドの愛国心は頂点に達した。この愛国心が観客の史劇への関心を高めることになった。

## 創作年代とテキスト
『ヘンリー六世 第1部』はシェイクスピアの戯曲でも初期のものである。一般的に1588年から1590年にかけてとされているが、その創作時期には諸説があり、学者の意見は、『ヘンリー六世』三部作のうち最初に書かれたという説と、反対に最後に「前編（Prequel）」として書かれたという説に分かれている。
劇作家ロバート・グリーン（Robert Greene）は、『ヘンリー六世 第3部』は1592年に書かれたと言及している
研究者の中には、文体を引き合いに出し、『第1部』はシェイクスピアが単独で書いたのではなく、3人以上の劇作家チームで合作されたと主張して、その中には、トマス・ナッシュ（Thomas Nashe）、ロバート・グリーン、クリストファー・マーロウがいたという。しかし、この説は18世紀・19世紀のジャンヌ・ダルクの扱いを嫌った結果であるという意見もある。

## 歴史的正確さ
『ヘンリー六世 第1部』は基本的に年代順に描かれているが、劇的効果のために変更された部分もある。
その変更は愛国的な理由からなされたように見える。おそらく1415年のアジャンクールの戦いがイングランド人の間に、イングランド兵がフランス兵より優れているという考えを植え付けたせいであろう。フランス人は愚かで破るのも簡単なように描かれていて、イングランドの敗退はフランスのせいでなく、内部分裂と貴族のつまらない喧嘩（グロスター公対ウィンチェスター司教、サマセット公対ヨーク公）が原因であるとほのめかしている。さらにシェイクスピアは、フランスの国民的ヒロインであるジャンヌ・ダルクを魔女・売女として描いている。シェイクスピアに限らず、15世紀以降の入手可能な英語の文献ではジャンヌは同様に描写されている。ジャンヌはこの戦争でイングランドの敵だったからである。

## 上演史
フィリップ・ヘンスロー（Philip Henslowe）の日記には1592年3月3日、ストレンジ卿一座によって『ヘンリー六世』が上演されたと記されている。同年のトマス・ナッシュの『Pierce Penniless』は、「少なくとも1万人の観客」が見たタルボット卿を扱った人気劇のことを言及している。『ヘンリー六世 第1部』を除いて、タルボット卿を扱った劇の存在は知られていない。『ヘンリー六世 第3部』（タルボット卿は出ていない）が上演されたのも1592年で、ロバート・グリーンの1592年の『A Groatsworth of Wit』というパンフレットでその1行がパロディにされている。つまり、『ヘンリー六世』三部作はすべて1592年には上演されていたということになる。
ところで『ヘンリー六世 第1部』はその後1906年までほとんど上演された記録がない。出版も1623年の「ファースト・フォリオ」までされなかった。
1977年、ロイヤル・シェイクスピア・カンパニーがテリー・ハンズ（Terry Hands）演出で『ヘンリー六世』三部作をノーカット一挙上演した。ヘンリー六世役はアラン・ハワード（Alan Howard）、王妃マーガレット役はヘレン・ミレンだった。
1980年には、BBCが、ほとんどノーカットの『ヘンリー六世』三部作を制作・放映した。これは現在DVDで見ることができる。
1987年から1989年にかけて、イングリッシュ・シェイクスピア・カンパニー（English Shakespeare Company）はマイケル・ボグダノフ（Bogdanov）演出で、『ヘンリー六世』三部作を二つにまとめた急進的な自称「左翼」劇を上演した。時代錯誤的かつ愛国的なイメージの使用が特色で、マイケル・ペニントン（Michael Pennington）がサフォーク公とジャック・ケイド（Jack Cade）の二役を演じた。
2002年、『ヘンリー六世』三部作を二部作に改訂したエドワード・ホール演出の『薔薇戦争（Rose Rage）』がヘイマーケット劇場（Haymarket Theatre）で上演された。
2006年から2008年にかけて、ロイヤル・シェイクスピア・カンパニーはマイケル・ボイド（Michael Boyd）演出で、シェイクスピアのプランタジネット王家の史劇8本を、ストラトフォード・アポン・エイヴォンのThe Other Placeの敷地に建てられたコートヤード劇場（Courtyard Theatre）と、ロンドンのラウンドハウス（Roundhouse）でノーカット上演した。
2009年には日本で新国立劇場の制作、鵜山仁の演出による三部作の一挙上演が行われて高い評価を得た。ヘンリー六世は浦井健治、王妃マーガレットは中嶋朋子が演じた。
2016年にはBBCがテレビ映画シリーズ『ホロウ・クラウン/嘆きの王冠』の一篇として製作した。

## 登場人物

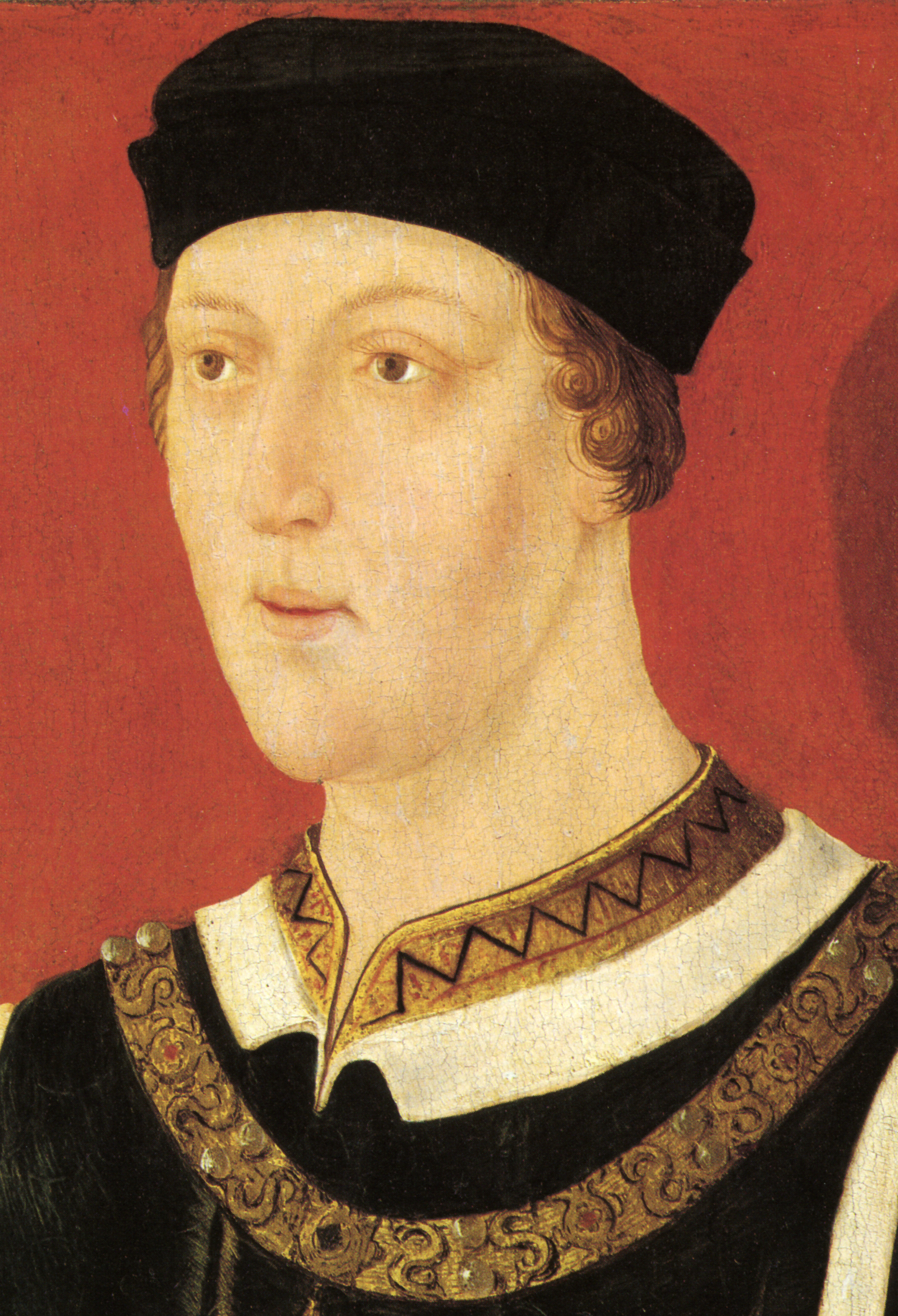
ヘンリー六世

- 王ヘンリー六世（King Henry VI）
- グロスター公（Duke of Gloucester） - 王の叔父、摂政。
- ベッドフォード公（Duke of Bedford） - 王の叔父、フランスの摂政。
- エクセター公（Duke of Exeter） - 王の大叔父。
- ウィンチェスター司教（Bishop of Winchester） - 王の大叔父。
- サマセット公（Duke of Somerset）
- リチャード・プランタジネット（Richard Plantagenet） - 後にヨーク公（Duke of York） - 王の従兄弟。
- ウォリック伯
- ソールズベリー伯（Earl of Salisbury）
- サフォーク伯（Earl of Suffolk）
- タルボット卿（Lord Talbot） - 後にシュルーズベリー伯（Earl of Shrewsbury）
- ジョン・タルボット（John Talbot） - タルボット卿の息子。
- エドモンド・モーティマー（Edmund Mortimer）
- サー・ジョン・ファストルフ（Sir John Fastolfe）
- サー・ウィリアム・ルーシー（Sir William Lucy）
- サー・ウィリアム・グラスデール（Sir William Glasdale）
- サー・トマス・ガーグレイヴ（Sir Thomas Gargrave）
- ロンドン市長（Mayor of London）
- ウッドヴィル（Woodville）- ロンドン塔の長官代理。
- ヴァーノン（Vernon） - 白薔薇つまりヨーク派。
- バセット（Basset） - 赤薔薇つまりランカスター派。
- 弁護士（Lawyer）
- モーティマーの看守（Jailer to Mortimer）
- 皇太子シャルル（Charles） - 後にフランス王（King of France）
- ルネ（レニエ、Reignier） - アンジュー公ならびに名ばかりのナポリ王。
- ブルゴーニュ公（Duke of Burgundy）
- アランソン公（Duke of Alencon）
- オルレアンの私生児（Bastard of Orleans）
- パリ市長（Governor of Paris）
- オルレアンの砲台長（Master Gunner of Orleans）およびその息子（his son）
- ボルドーのフランス軍指揮官（General of the French Forces in Bordeaux）
- フランス軍下士官（French Sergeant）
- 門番（Porter）
- 羊飼い（Shepherd） - 乙女ジャンヌの父親。
- マルグリット（マーガレット、Margaret） - ルネの娘。後にヘンリー六世と結婚。
- オーヴェルニュ伯爵夫人（Countess of Auvergne）
- 乙女ジャンヌ（ジョーン、Joan la Pucelle）
- 乙女ジャンヌのところに現れる悪魔たち（Fiends appearing to Joan
- 卿たち（Lords）、従者たち（attendants）、看守たち（warders）、伝令たち（heralds）、他

## あらすじ

### 第1幕
先のイングランド王ヘンリー五世の死の余波から劇は始まる（しかしシェイクスピアの『ヘンリー五世』が書かれるのは後のことである）。そこにフランスでのイングランド軍の軍事的敗北の報せが届く（第1場）。
舞台はイギリス海峡を越えて、フランスのオルレアンに移る。乙女（ジャンヌ・ダルク）が皇太子に抗戦を訴える（第2場）。乙女はタルボット卿率いるイングランド軍を打ち負かす（第5場）。

### 第2幕
タルボット卿とその仲間たちはオーヴェルニュ伯爵夫人の城で罠にかかるが、あらかじめ罠を見抜いていたタルボットは伯爵夫人の裏をかく（第3場）。
一方、イングランドではリチャード・プランタジネットがサマセット公と口論している。二人はどちらの主張が正しいかを示すため、それぞれ赤薔薇と白薔薇を選ぶ。（第4場）
王位を主張するエドモンド・モーティマーはロンドン塔に幽閉されている。モーティマーはリチャードが自分の相続人だと宣言する。（第5場）

### 第3幕
若いヘンリー六世は叔父で摂政のグロスター公と大叔父のウィンチェスター司教との不和に悩んでいる。一方で、リチャードの名誉を回復し、ヨーク公に叙する。（第1場）

### 第4幕
ヘンリー六世が無心に赤薔薇を選んだことで、サマセット公とヨーク家の対立は深まる。（第1場）
その結果としてタルボット卿とその息子ジョンがフランス軍との戦いで命を落とす。（第7場）
この対立は後には、赤薔薇のランカスター家と白薔薇のヨーク家の薔薇戦争を引き起こすことになる。

### 第5幕
ヘンリー六世は、戦争をすみやかに終わらせたい教皇や他国の圧力を受け、アルマニャック伯の娘との結婚に同意する。（第1場）
ヨーク公はアンジェでイングランド軍を勝利に導き、ジャンヌを捕らえる。一方、サフォーク伯は捕虜にしたマルグリット（マーガレット）・ダンジューに恋してしまう。（第3場）
ジャンヌは火あぶりの刑に処せられることが決まった後、ウィンチェスター司教が到着し、ヨーク公とフランス皇太子シャルルに休戦の条件を伝える。二人は不満だったが、条件を受け入れ、シャルルはヘンリーの下で副国王の地位に就く。（第4場）
サフォーク伯はヘンリー六世とマルグリットの結婚を取り決める。マルグリットを通じてヘンリー六世を支配しようと企んでのことだった。（第5場）
劇の終わりには結論部が欠けている。締まりの悪い構成は（上述した）合作の結果かも知れないし、続編の『ヘンリー六世 第2部』と相前後して書かれたせいなのかも知れない。

### 日本語訳テキスト
- 坪内逍遥訳 「全集」早稲田大学出版部 1928。新版：新樹社・名著普及会
- 『世界古典文学全集 第43巻 シェイクスピアⅢ』筑摩書房 1966

第1部：小津次郎・喜志哲雄訳
第2部：小津次郎・大場建治訳
第3部：小津次郎・武井ナヲエ訳
- 小田島雄志訳 「全集」白水社 1980、白水Uブックス 1983
- 田中晏男訳 山口書店 1991
- 木下順二訳 「薔薇戦争」講談社 1997。編訳
- 松岡和子訳 「全集19」ちくま文庫 2009